# Cratere Balin
Balin è un cratere sulla superficie di Mimas.